# Rue de la Luzerne (Bruxelles)
Pour les articles homonymes, voir Rue de la Luzerne.
La rue de la Luzerne (en néerlandais : Luzernestraat) est une rue bruxelloise de la commune de Schaerbeek qui va de la rue Auguste Lambiotte à l'avenue Rogier et est prolongée par la rue des Pavots. Il s'agit d'une rue à sens unique, accessible uniquement par la rue Auguste Lambiotte, mais à double sens pour les cyclistes (Sul).
La rue porte le nom d'une plante fourragère herbacée de la famille des légumineuses (Fabacées) très cultivée pour sa richesse en protéines et ses qualités d'amélioration des sols, la luzerne cultivée.

## Adresses notables
- no 11 : Le centre hospitalier Jean Titeca
- no 20 : l'écrivain et poète surréaliste Louis Scutenaire et sa femme Irène Hamoir y ont habité. Ce sont maintenant le peintre et écrivain Jacques Richard et son épouse écrivaine Pascale Toussaint qui y vivent. Pascale Toussaint est, notamment, l'auteure d'un roman intitulé J'habite la maison de Louis Scutenaire[1].

## Galerie de photos

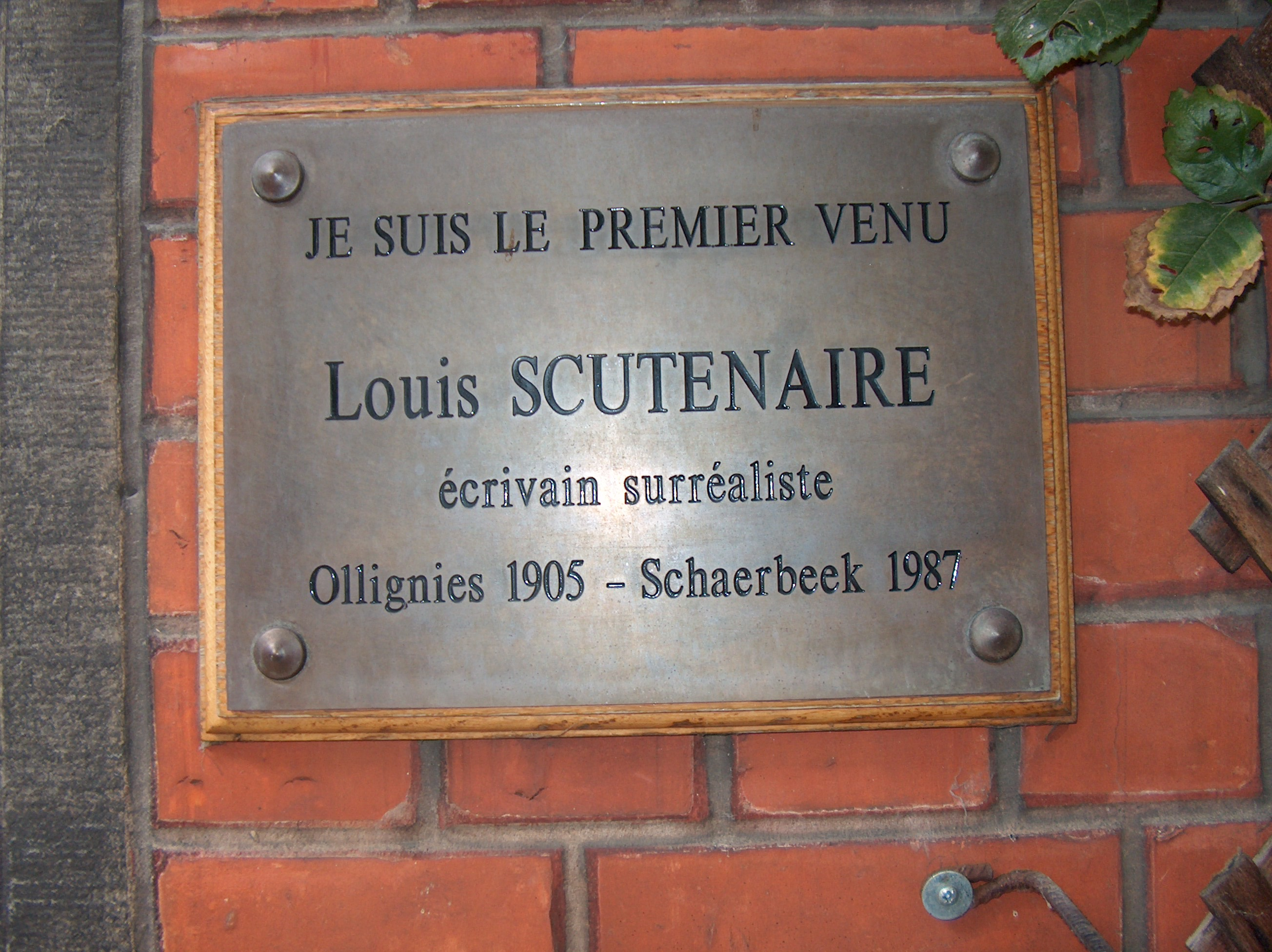
Plaque commémorative Louis Scutenaire
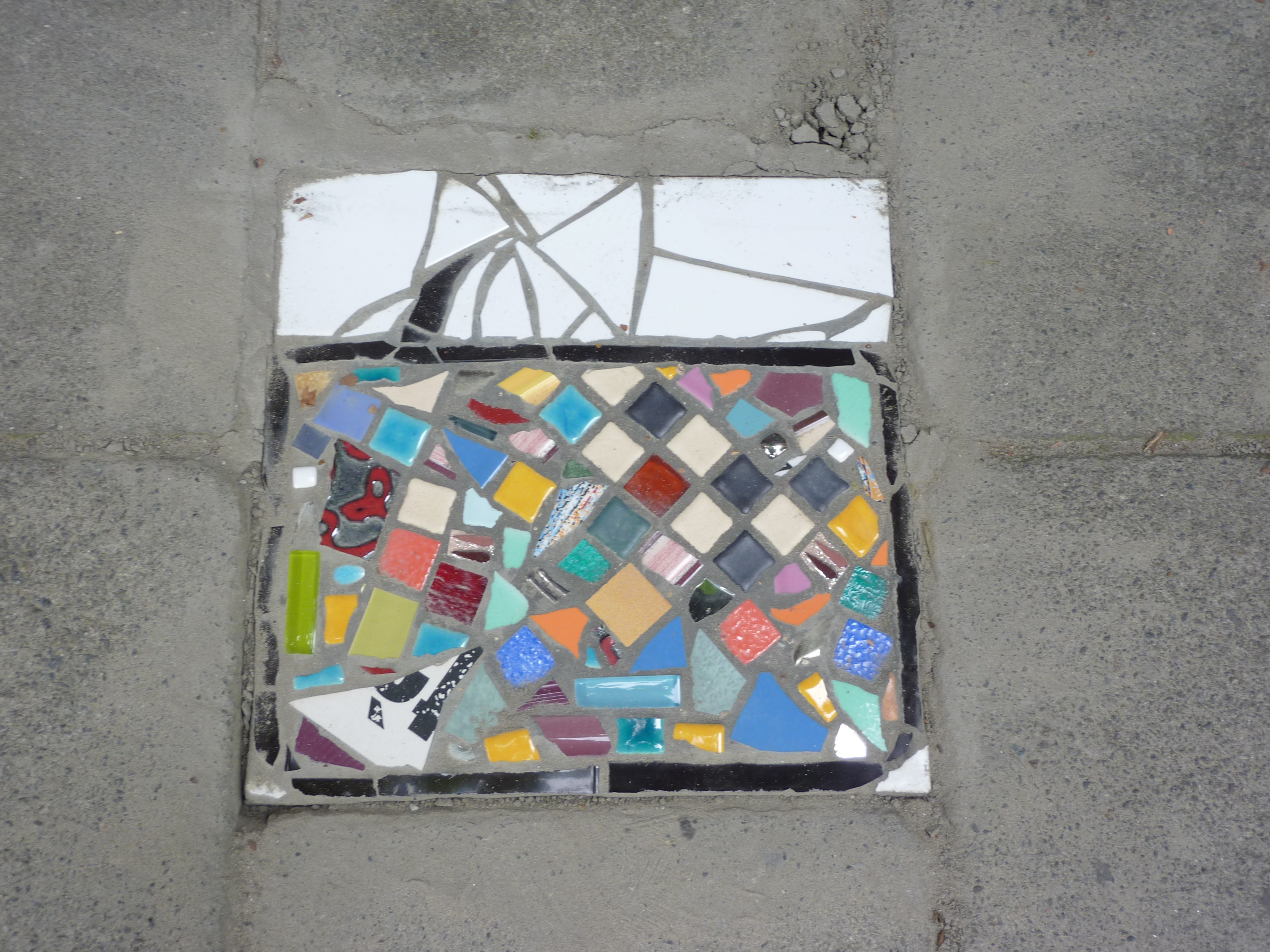
Mosaïque au no 20